# Pseudeos fuscata
El lori sombrío (Pseudeos fuscata) es una especie de ave psitaciforme de la familia de los Psittaculidae endémica de Nueva Guinea e islas menores aledañas. Es el único miembro del género Pseudeos. Habita las selvas y manglares del este de Indonesia (Nueva Guinea Occidental) y Papúa Nueva Guinea.

## Descripción

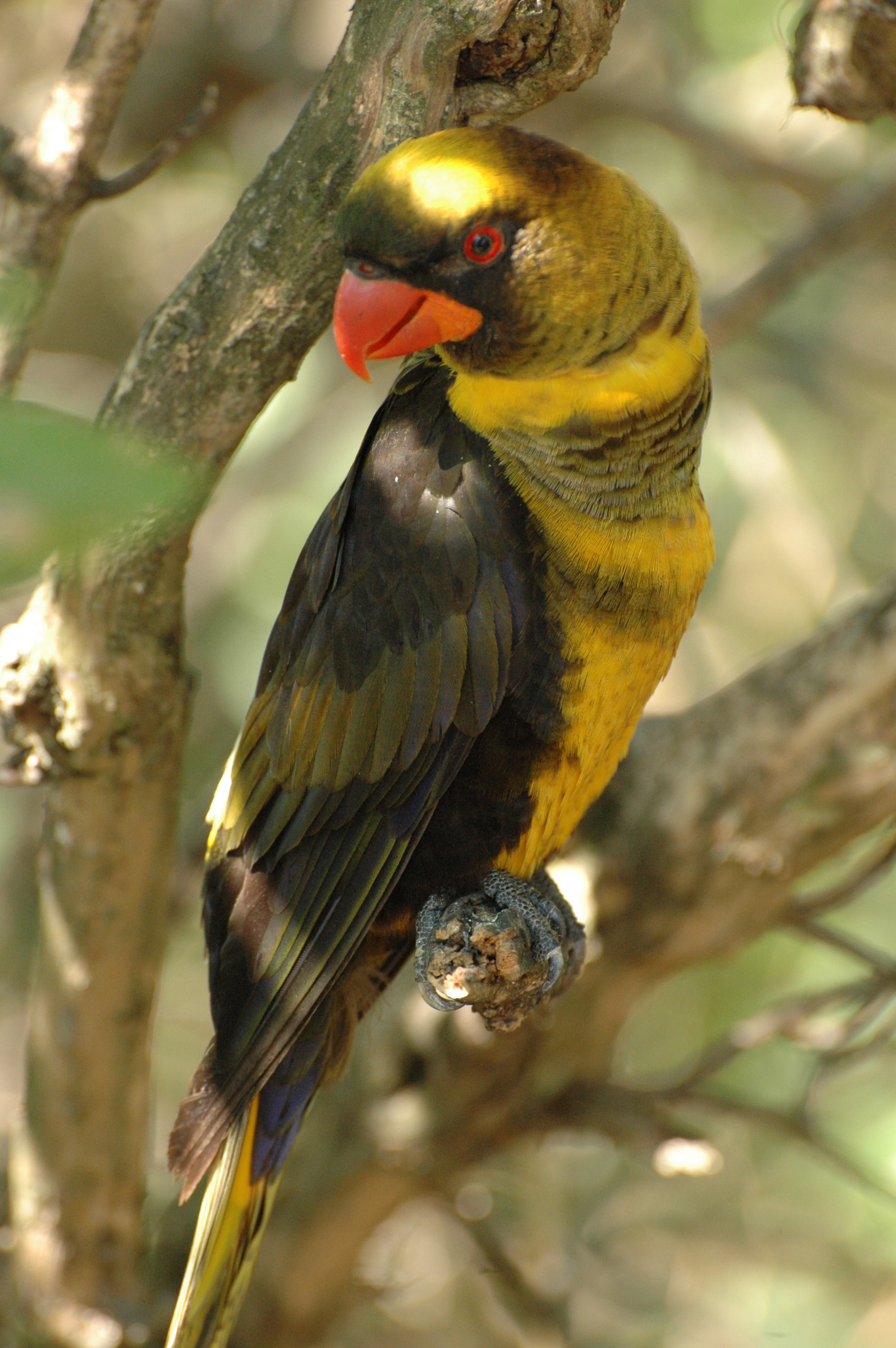
Ejemplar de fase amarilla.

El lori sombrío mide unos 25 cm de largo, y tiene la cola corta a diferencia de otros loris. Su plumaje es principalmente pardo, en especial en las partes superiores y flancos, aunque su obispillo es blanquecino como la parte superior de su manto. Presenta dos fases que difieren en el color de las bandas de su pecho y abdomen y la totalidad de su bajo vientre, en una son amarillentos y en otra anaranjado rojizo. El píleo es amarillento en ambas fases. Su pico también es anaranjado rojizo y tiene una zona de piel desnuda anaranjada en la base de la mandíbula inferior. El iris de sus ojos es rojo y sus partas son grises. Los dos sexos tienen una apariencia similar. Los juveniles son de tonos más apagados y tienen el obispillo y el manto amarillento. El iris de sus ojos gris amarilleto y su pico es amarillo en la base y pardo o negruzco en la punta.

## Distribución y hábitat
El lori sombrío es nativo de la isla de Nueva Guinea, donde se encuentra por debajo de los 2500 m de altitud tanto en la zona perteneciente a Indonesia como en la de Papúa Nueva Guinea. También es endémico de las cercanas islas de Salawati y Yapen.
Su hábitats naturales son las selvas húmedas tropical tanto de tierras bajas como montanos y los manglares.